# Valtorno
Valtorno ist ein Ort und eine ehemalige Gemeinde (Freguesia) im portugiesischen Kreis Vila Flor. Die Gemeinde hatte 260 Einwohner (Stand 30. Juni 2011).
Am 29. September 2013 wurden die Gemeinden Valtorno und Mourão zur neuen Gemeinde União das Freguesias de Valtorno e Mourão zusammengeschlossen. Valtorno ist Sitz dieser neu gebildeten Gemeinde.